# 콘스탄처 슈트라세역
콘스탄처 슈트라세역(U-Bahnhof Konstanzer Straße)은 베를린 샤를로텐부르크빌머스도르프구 빌머스도르프에 있는 U7의 역이다. 1978년 4월 28일에 개업했다. 역사는 브란덴부르기셰 슈트라세(Brandenburgische Straße)와와 콘스탄처 슈트라세(Konstanzer Straße)의 교차점에 설치되어 있다. 에스컬레이터는 설치되어 있지만 엘리베이터는 설치되어 있지 않다.
라이너 륌러가 설계했으며, 콘스탄츠의 문장에서 색상을 따 왔으며, 이 외에도 노란색과 주황색을 사용했다. 역사 벽면의 수평선은 지하철의 속도를 상징한다.
도이체 오퍼역 화재 사건 이후 2008년 5월에 두 번째 출입구가 설치되었다.
2018년 말 1960년대와 1970년대 서베를린에 건설된 도시 철도역 12곳의 일부로 베를린의 건축유산으로 지정되었다.
베를린 버스 101번과 환승할 수 있다.

## 인접 철도역
| 베를린 지하철                           | 베를린 지하철 | 베를린 지하철               |
| --------------------------------------- | ------------- | --------------------------- |
| 아데나워플라츠 라트하우스 슈판다우 방면 | U7            | 페어벨리너 플라츠 루도 방면 |